# Distretto di Ricardo Palma
Il distretto di Ricardo Palma è uno dei trentadue distretti della provincia di Huarochirí, in Perù. Si trova nella regione di Lima e si estende su una superficie di 34,59 chilometri quadrati.
Istituito il 15 settembre 1944, ha per capitale la città di Ricardo Palma.